# Georgy, svegliati
Georgy, svegliati (Georgy Girl) è un film del 1966 diretto da Silvio Narizzano.
Fu candidato come miglior film ai premi BAFTA.

## Trama
Georgy, una ingenua ragazza non particolarmente bella, viene dapprima corteggiata da James, il principale del padre e poi, in segreto, da Jos, marito della bella violinista Meredith, una spregiudicata compagna di casa che la sfrutta come domestica.
A Meredith nasce una figlia, Sara, ma non la vuole e divorzia da Jos, che ora può mettersi insieme a Georgy con la bambina; ma il legame non dura.
Ritorna a farsi avanti James, ora vedovo, e Georgy accetta la sua proposta di matrimonio ma solo per il timore di perdere Sara, unico oggetto del suo affetto.

## Critica
«... frutto attardato del Free Cinema... Spirito acre e ottimi interpreti» **½ 

## Riconoscimenti
- Premio Oscar
  - Candidatura di Lynn Redgrave come miglior attrice
  - Candidatura di James Mason come miglior attore non protagonista
  - Candidatura di Ken Higgins per la miglior fotografia in bianco e nero;
  - Candidatura della canzone omonima del film, nei titoli di testa, come miglior canzone (musica di Tom Springfield; versi di Jim Dale, membri del gruppo australiano The Seekers)
- Golden Globe 1967
  - Migliore attrice in un film commedia o musicale (Lynn Redgrave)
- Kansas City Film Critics Circle Awards 1968
  - Miglior attrice (Lynn Redgrave)